# Carmen Priami

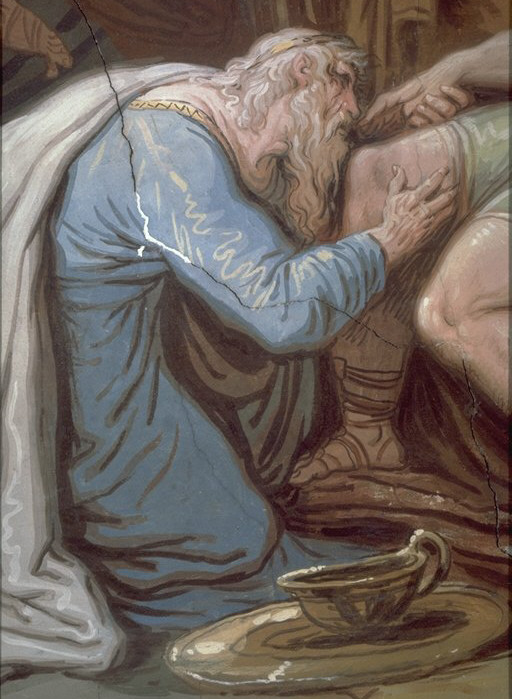
Priam (italien : Priamos) est un tableau de l’artiste peintre Felice Giani (1758-1823). Cette peinture à l’huile représente le roi mythique de Troie.

Le Carmen Priami (« Chant de Priam ») est un carmen convivale (poème, chanson de table) latin de l'époque pré-littéraire dont il ne reste qu'un unique vers qui nous est rapporté par Varron dans son œuvre De lingua latina. Le contenu du poème écrit en vers saturniens concernait probablement le Cycle troyen et le mythe concernant les origines de Rome, développé par la suite par Virgile dans l'Eneide.

## Caractéristiques
Le texte du vers est le suivant :
- « Veteres Casmenas cascam rem volo profari. »

La traduction du vers, sorti du texte dans lequel il se trouvait, est particulièrement difficile et prête à controverse.
Certains l'interprètent comme : 
- Je veux chanter des antiques carmes, un fait vétuste ; Casmenas étant une métonymie de chant, ou
- Je veux que les Camenes antiques rapportent un fait vétuste ; Casmenas étant sujet de proposition infinitive.

## Histoire
L'analyse de la langue et du contenu permet de situer l'auteur au IIIe siècle av. J.-C. comme contemporain de Livius Andronicus et Naevius, mais précédant Ennius. 
En effet, par rapport à Ennius, on note l'usage du vers saturnien remplacé par la suite par l'hexamètre et l'invocation aux Camenes, qui furent remplacées par les Muses d'importation grecque. 
Au niveau lexical, on note en particulier l'usage du sabin cascus à la place du plus latin vetus pour le terme ancien, qui semble nous renvoyer vers une œuvre de l'époque archaïque. 
Il pourrait néanmoins s'agir d'une œuvre successive à la période d'Ennius et dont l'auteur aurait voulu imiter le style original de la littérature latine. En faveur de cette thèse intervient la définition de  veteres pour les Camenes, qui pourrait paraître comme une trame d'une tradition littéraire désormais dépassée.

## Sources
- (it) Cet article est partiellement ou en totalité issu de l’article de Wikipédia en italien intitulé « Carmen Priami » (voir la liste des auteurs).